# Тринидад и Тобаго на летних Олимпийских играх 1996
Тринидад и Тобаго принимали участие в Летних Олимпийских играх 1996 года в Атланте (США) в тринадцатый раз за свою историю, и завоевали две бронзовые медали. Сборную страны представляло 12 спортсменов, в том числе 4 женщины.

## 03!Бронза
- Лёгкая атлетика, мужчины, 100 метров — Ато Болдон.
- Лёгкая атлетика, мужчины, 200 метров — Ато Болдон.

## Состав и результаты олимпийской сборной Тринидада и Тобаго

### Бокс
| Соревнование | Спортсмены                  | 1-й раунд            | 2-й раунд            | Четвертьфинал        | Полуфинал            | Финал              | Место |
| Соревнование | Спортсмены                  | Соперник Результат   | Соперник Результат   | Соперник Результат   | Соперник Результат   | Соперник Результат | Место |
| ------------ | --------------------------- | -------------------- | -------------------- | -------------------- | -------------------- | ------------------ | ----- |
| до 71 кг     |                             |                      |                      |                      |                      |                    |       |
| Курт Синетт  | Яред Волде (ETH) пор. 10-11 | Завершил выступление | Завершил выступление | Завершил выступление | Завершил выступление |                    |       |